# Ủy ban Toàn quốc Đảng Dân chủ
Ủy ban Toàn quốc Đảng Dân chủ (tiếng Anh: Democratic National Committee, viết tắt: DNC) là cơ cấu quản lí chính thức của Đảng Dân chủ Hoa Kỳ, phụ trách phối hợp thích đáng sách lược tranh cử cho các bang, địa phương toàn quốc và ứng viên của cuộc tuyển cử toàn quốc, mỗi bốn năm tổ chức Đại hội đại biểu toàn quốc Đảng Dân chủ một lần để mà xác định đề cử tên ứng viên trong bầu cử tổng thống của Đảng đó, cùng với chế định cương lĩnh chính trị của Đảng Dân chủ Hoa Kỳ. Mặc dù nó chi viện ứng viên tổng thống của Đảng Dân chủ, nhưng mà hoàn toàn không có quyền quản lí đối với người trúng cử tổng thống. Ủy ban do chủ tịch và phó chủ tịch - bộ phận đảng dân chủ của các bang toàn quốc, cùng với 200 đảng viên của 50 bang và khu vực phụ thuộc trên cả nước chọn ra mà hợp thành, chủ tịch thì do thành viên ủy ban toàn thể chọn ra; nó cũng sẽ tiến hành trưng cầu thu tập khoản tiền góp lại để mà giữ gìn ủng hộ hoạt động.
Ủy ban Toàn quốc Đảng Dân chủ thành lập tại Đại hội đại biểu toàn quốc Đảng Dân chủ năm 1848, cơ cấu đối ứng là Ủy ban Toàn quốc Đảng Cộng hoà.
Chủ tịch Ủy ban Toàn quốc tương đương với lãnh tụ chính đảng, nhưng mà chức vị chủ tịch có sự khác nhau rất lớn với người lãnh đạo chính đảng ở quốc gia khác. Kể từ năm 2018, không có một ai làm Chủ tịch Ủy ban Toàn quốc Đảng Dân chủ kiêm nhiệm Tổng thống Hoa Kỳ (George H. W. Bush là người duy nhất kinh qua làm Chủ tịch Ủy ban Toàn quốc Đảng Cộng hoà và Tổng thống Hoa Kỳ thứ 41).